# Луїс Альберто Акоста
Луїс Альберто Акоста (ісп. Luis Alberto Acosta, нар. 15 грудня 1952, Монтевідео, Уругвай) — уругвайський футболіст, що грав на позиції півзахисника.
Виступав, зокрема, за клуб «Монтевідео Вондерерс», а також національну збірну Уругваю.
Чемпіон Мексики.

## Клубна кар'єра
У дорослому футболі дебютував 1977 року виступами за команду клубу «Монтевідео Вондерерс», в якій провів сім сезонів. 
Згодом з 1984 по 1994 рік грав у складі команд клубів «Америка», «Рівер Плейт», «Пеньяроль», «Монтевідео Вондерерс», «Філанбанко», «Барселона» (Гуаякіль), «ЛДУ Кіто», «Уракан Бусео» та «Депортіво Куенка».
Завершив професійну ігрову кар'єру у клубі «Монтевідео Вондерерс», у складі якого вже виступав раніше. Прийшов до команди 1995 року, захищав її кольори до припинення виступів на професійному рівні у 1995.

## Виступи за збірну
1983 року дебютував в офіційних матчах у складі національної збірної Уругваю. Протягом кар'єри у національній команді, яка тривала 6 років, провів у формі головної команди країни 15 матчів, забивши 1 гол.
У складі збірної був учасником розіграшу Кубка Америки 1983 року, здобувши того року титул континентального чемпіона.

## Титули і досягнення
- Чемпіон Мексики (1):

«Суд Америка»:  1984-85
- Переможець Кубка Америки: 1983